# Centralismo

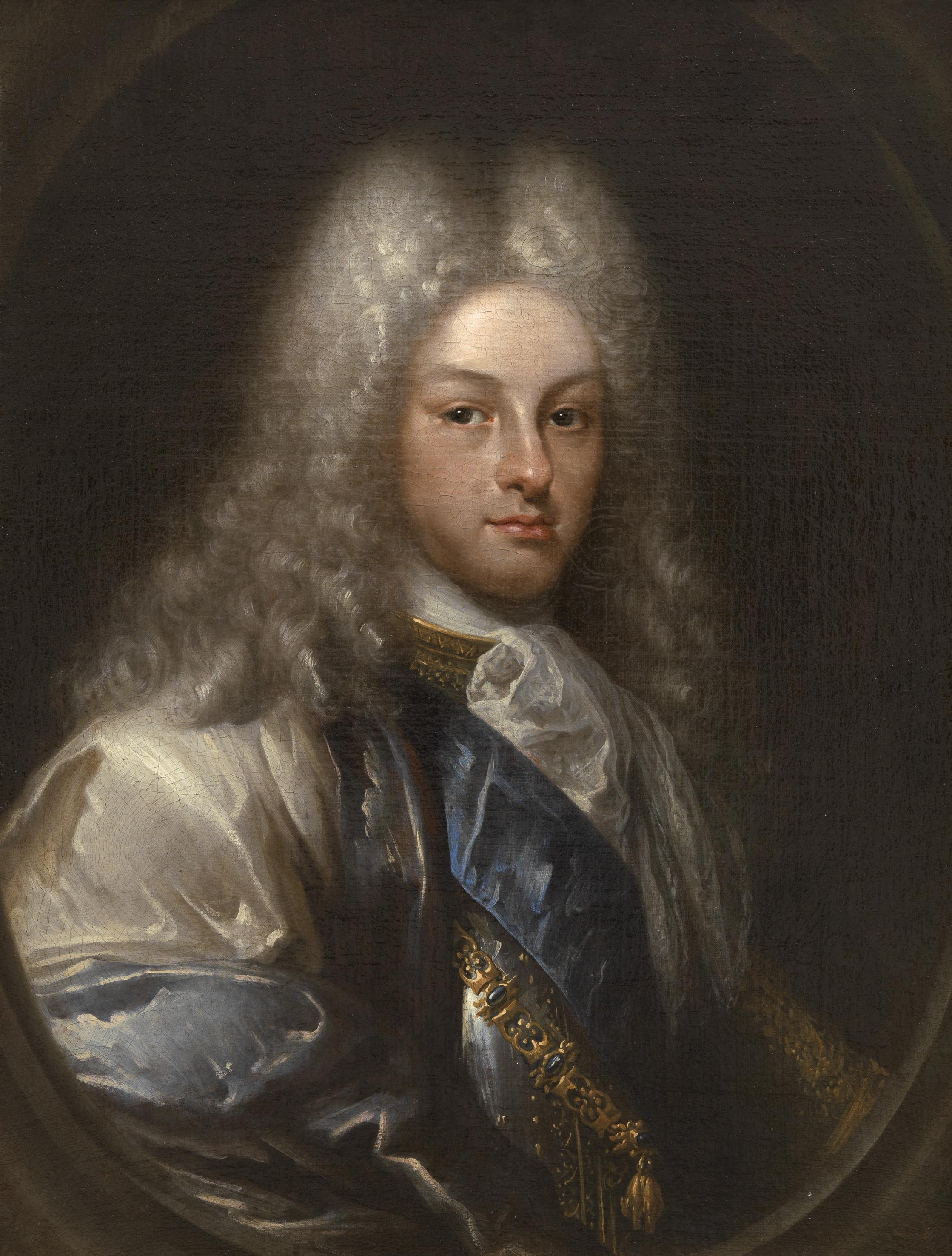
Retrato de Felipe V de España hacia 1720. Al comenzar su reinado, comenzó un programa de reformas que centralizó toda la administración de la Monarquía Hispánica con los llamados Decretos de Nueva Planta.

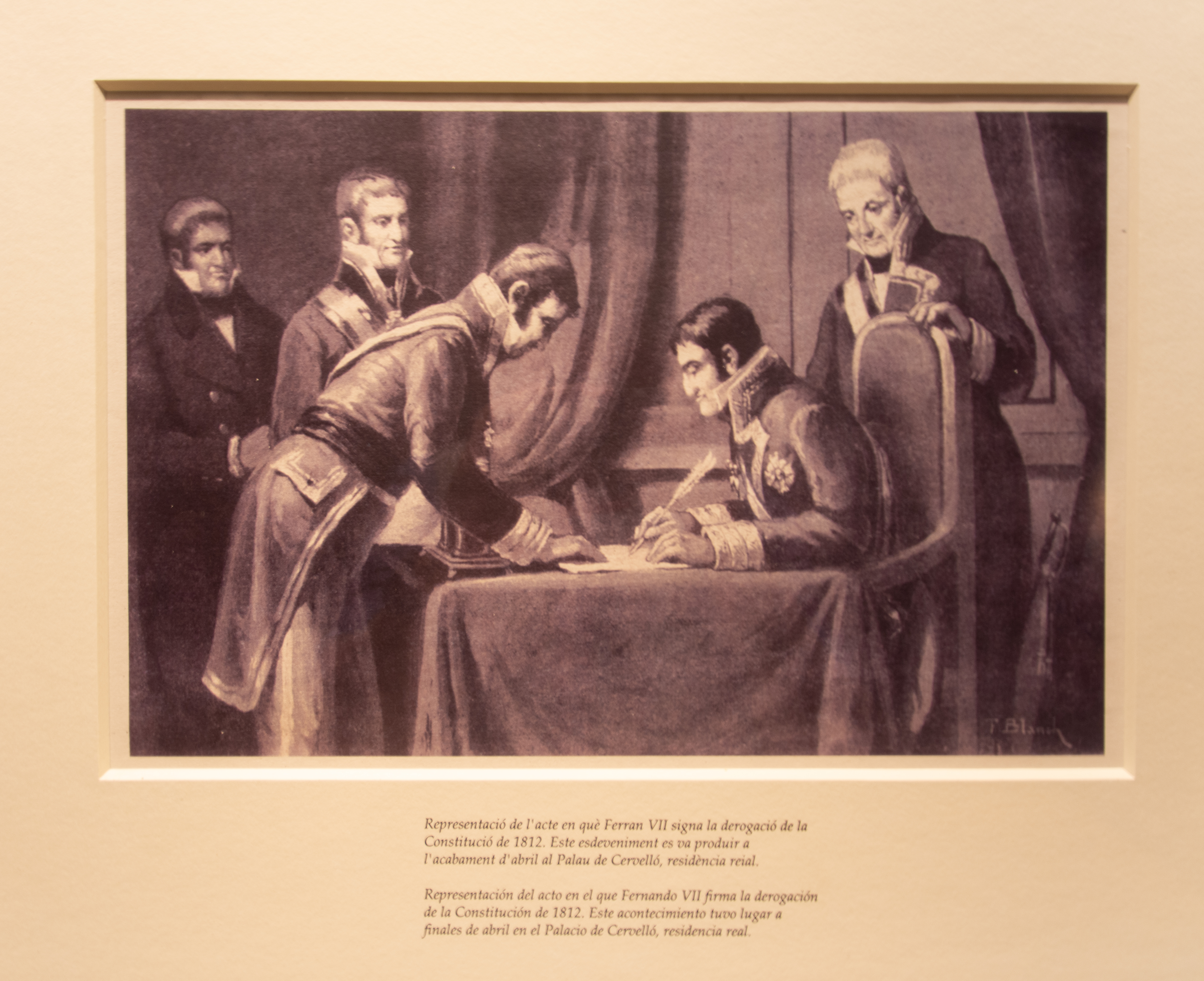
Derogación de la Constitución española de 1812 por Fernando VII. Al regresar del exilio tras la Invasión francesa de España (1808-1814), Fernando VII disuelve todos los órganos independientes creados por el gobierno liberal para retornar a una política centralizada y absoluta bajo su mando.

Escudo de España durante el franquismo, que incorpora la cartela con el lema «Una Grande Libre», remarcando con 'Una' el carácter indivisible del Estado franquista y el rechazo a cualquier descentralización.

El centralismo es una doctrina política que propugna la centralización política o administrativa. Es decir, el centralismo promueve un sistema político en el cual el gobierno central reúne la mayor parte de los poderes y facultades para dirigir la nación. Por tanto, el Estado asume competencias ante los estados federados o divisiones administrativas en esta forma de gobierno promulgando normalmente un Estado unitario.
Un estado totalmente centralizado es aquel en el que hay una unidad política, territorial y administrativa; o sea que el gobierno central de forma simétrica tiene mayor poder de tomar decisiones políticas y es el superior encargado de la gestión administrativa de todas las competencias del país. Esta forma de gobierno es muy poco común, aplicándose en su pura forma casi exclusivamente en microestados. Sin embargo, existen otras formas de gobierno centralista menos puras que se aplican, por ejemplo, en Francia ―donde existe descentralización administrativa― y en algunos países hispanoamericanos ―en los que existe un gobierno central que convive con gobiernos subnacionales con ciertas atribuciones―.
Entre los motivos de esta centralización se pueden contar:
- La necesidad que tienen los estados de dar servicios a sus ciudadanos que económicamente los territorios federados por sí solos no pueden por falta de fondos.
- La necesidad de grandes cantidades de inversiones que exigen un gran porcentaje de recursos, materiales económicos y humanos que colapsarían los territorios federados.
- La necesidad de hacer una planificación centralismo administrativo. Sin causa probable

## Tipos de centralismo
Hay tres clases de centralismo:
- Centralismo puro: se da en los Estados unitarios políticamente y administrativamente centralizados, también llamados Estados centralistas. El Estado centralista se basa en que el órgano administrativo central lleva a cabo de forma exclusiva y total el ejercicio de todas las competencias. Ejemplo: Mónaco.

Extensión del Califato de Córdoba en tiempos de Abderramán III (891-961). Durante su gobierno, Abderramán reformó el sistema provincial, creando nuevas coras, con el fin de reducir el poder de sus gobernadores (que controlaban un territorio más limitado) y de optimizar el poder de la administración califal.

- Centralismo con descentralización administrativa: se da en los Estados unitarios políticamente centralizados y administrativamente descentralizados. Esta forma de Estado se basa en la delegación de competencias, cuya titularidad sigue manteniendo el órgano delegante, desde el órgano administrativo central a otros dependientes jerárquicamente. Ejemplos: Chile, Dinamarca, Francia, Perú y Suecia.
- Centralismo con descentralización política y administrativa: se da tanto en los Estados unitarios con descentralización política limitada como en los Estados federales unitarios o centralizados. El único rasgo distintivo entre ambas formas de Estado es la unicameralidad del Estado unitario políticamente descentralizado ―ejemplos: Croacia[2] y Venezuela― y la bicameralidad del Estado federal unitario ―ejemplos: Austria, México y la India―.[3][4] El federalismo unitario, que fue conceptualizado por Konrad Hesse, se basa en la tendencia a la centralización política del federalismo cooperativo.[5][6]

## Facultades que confiere
- Nombramiento: facultad atribuida principalmente al titular del órgano superior para designar discrecionalmente a sus colaboradores.
- Remoción: el poder de nombramiento se distingue por el poder de remoción que trae aparejado el primero, en cuyo ejercicio el presidente de la República puede decidir y cesar el trabajo de sus colaboradores.
- Mando: facultad de la persona que se encuentra en un nivel superior (jerárquico) de dirigir e impulsar la actividad de los subordinados por medio de órdenes o instrucciones verbales o escritas.
- Decisión: en el ejercicio del poder de decisión, el superior puede elegir entre varias alternativas de resolución y, en consecuencia, optar por la que en su opinión sea la más adecuada, la cual habrá de ser acatada por el inferior.
- Vigilancia: tiene la facultad de inspeccionar, así como de vigilar la actuación de sus subordinados, lo cual le permite detectar cuando estos últimos incumplen las órdenes y decisiones del superior, así como saber si están cumpliendo o no sus obligaciones derivadas de la normativa en vigor y, además, determinar las responsabilidades administrativas, civiles o penales, entre otras en que incurran por su incumplimiento.
- Disciplina: es la facultad de reprimir o incluso sancionar administrativamente a sus subordinados por las acciones u omisiones realizadas indebida o irregularmente durante su trabajo, en perjuicio de la administración pública, de los particulares o de ambos, lo que permite al órgano superior castigar tanto el incumplimiento absoluto como también el cumplimiento deficiente o insuficiente de las responsabilidades a cargo de los servidores públicos que se desempeñan en sus órganos inferiores.
- Revisión: consiste en la facultad, atribuida al titular del órgano superior, de revisar la actuación del inferior y, de considerarlo pertinente, suspender, modificar, anular o confirmar sus actos o resoluciones, sin que ello signifique sustitución del superior en el desempeño de las tareas del inferior, sino sólo revisar el acto o resolución de este último, de oficio o a petición de parte, para su confirmación o modificación y, en este último caso, compeler al inferior a someterse al cumplimiento de las disposiciones legales.
- Resolver conflictos de competencia: consistente en su atribución otorgada para precisar cuál de los órganos inferiores es competente para conocer de un asunto determinado en el que varios o ninguno de ellos pretenden serlo.